# Calliostoma militare
Calliostoma militare är en snäckart som beskrevs av Von Ihering 1907. Calliostoma militare ingår i släktet Calliostoma och familjen Calliostomatidae. Inga underarter finns listade i Catalogue of Life.